# Decauville Spoorweg Museum

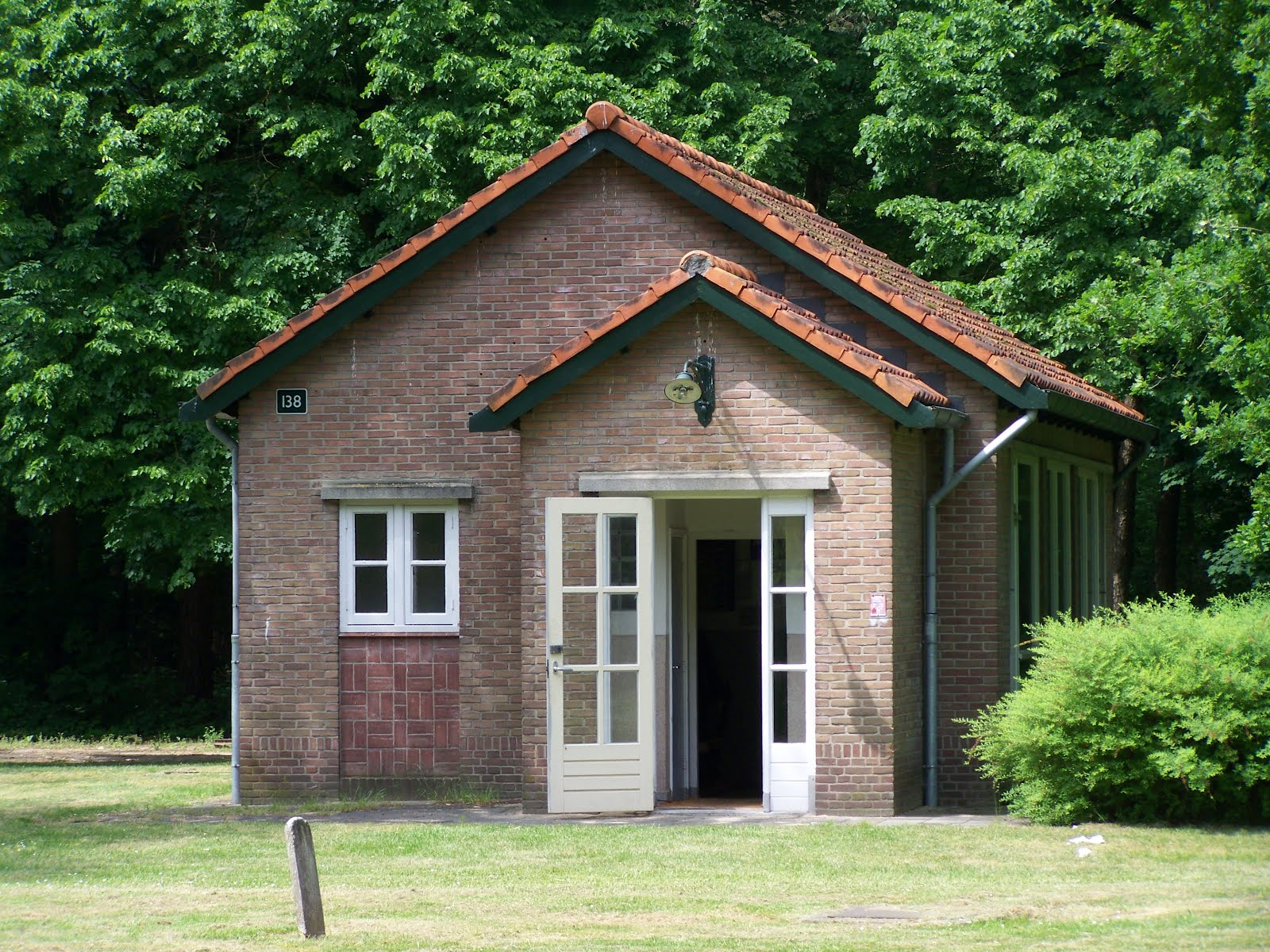
Een gebouw van het Decauville Spoorweg Museum.

Het Decauville Spoorweg Museum was een museum gespecialiseerd in veldspoormaterieel afkomstig van industrie, landbouw, bosbouw en het leger. Het museum was gelegen op de Veluwe bij de legerplaats Harskamp, nabij het infanterie schietkamp in het museumpark van de Generaal Winkelman Kazerne tezamen met het Nationale Reservemuseum.
Wegens bezuinigingen bij defensie is het Decauville Spoorweg Museum per 1 september 2014 gesloten. Na vertrek van de oude locatie wordt gezocht naar nieuwe mogelijkheden om de collectie aan het publiek te kunnen toen.
De naam Decauville is afkomstig van de Franse machinefabriek Decauville, een pionier op het gebied van draagbaar veldspoor.
Het in 1989 opgerichte museum liet een levensecht en authentiek beeld beleven, waarin je zelf kon deelnemen, van hoe de mens en samenleving innoveerde en verbeterde met behulp van smalspoor, vernuft, natuurkunde, scheikunde, materiaalkunde, stoomkracht, zwaartekracht, elektromotor en verbrandingsmotor.
De collectie omvat meer dan 200 stuks rollend materieel: 3 stoomlocomotieven, 23 motorlocomotieven, 1 elektrolocomotief, 1 draisine , 4 elektrolorries, ca. 180 lorries en wagens, 3 spoorkranen, 1 elektrische traversewagen en 1 excavateur.
Het aanwezige(?) materieel is in de spoorwijdten van 350, 400, 500, 550, 600, 620, 700, 750, 900, 1000 en 1200 mm, en er kon op een ongeveer één kilometer lange baan met 700 mm-materieel gereden worden. Tevens was er een 400 mm Decauville-spoorbaan van circa 100 meter aanwezig.